# Barriac-les-Bosquets
Barriac-les-Bosquets é uma comuna francesa na região administrativa de Auvérnia-Ródano-Alpes, no departamento de Cantal. Estende-se por uma área de 12,86 km². Em 2010 a comuna tinha 129 habitantes (densidade: 10 hab./km²).